# Grau de Moles
El Grau de Moles és una cinglera situada en el límit dels termes municipals de la Baronia de Rialb, a la Noguera, i d'Isona i Conca Dellà (antic terme de Benavent de Tremp), al Pallars Jussà.
És al nord-est de Benavent de la Conca i a llevant de Biscarri, al costat sud del Coll de Madrona i de la Roca de la Dama. És al centre de la Serra del Grau de Moles, a la qual dona nom.
És probablement l'ipso Grado documentat el 937.